# 1082
Het jaar 1082 is het 82e jaar in de 11e eeuw volgens de christelijke jaartelling.

## Gebeurtenissen
- Lambertus I van Belle wordt tot bisschop van Terwaan gekozen, onder beïnvloeding door Robrecht de Fries en Filips I en vermoedens van simonie. Paus Gregorius VII weigert zijn bisschopschap te erkennen. Als hij niet wenst mee te werken aan pogingen van de paus het conflict op te lossen, wordt hij geëxcommuniceerd. Robrecht en Lambertus nemen op gewelddadige wijze bezit van de kathedraal om Lambertus te installeren.
- Prins-bisschop Hendrik van Verdun van Luik belegert de abdij van Sint-Truiden in verband met een conflict over de benoeming van de nieuwe abt.
- Hendrik van Verdun stelt een godsvrede in.
- Voor het eerst genoemd: Vinica

## Opvolging
- Aumale - Adelheid van Normandië opgevolgd door haar zoon Stefanus (datum bij benadering)
- Barcelona (co-graaf met Berengarius Raymond II) - Raymond Berengarius II opgevolgd door zijn zoon Raymond Berengarius III
- Limburg - Walram I opgevolgd door zijn zoon Hendrik I
- Noordmark - Udo I opgevolgd door zijn zoon Hendrik I
- Bisdom Skálholt - Gissur Ísleifsson in opvolging van zijn vader Ísleifur Gissurarson
- Stiermarken - Adelbero opgevolgd door zijn broer Ottokar II
- bisdom Terwaan - Lambertus I van Belle in opvolging van Hubertus
- Zaragoza - Ahmad ibn Sulayman al-Muqtadir opgevolgd door zijn zoon Yusuf al-Mu'taman ibn Hud (jaartal bij benadering)

## Geboren
- 24 juni - Urraca, koningin van Castilië, León en Galicië (1109-1126)
- 11 november - Raymond Berengarius III, graaf/co-graaf van Barcelona (1082-1131) en Provence (1112-1131)
- Maria van Schotland, echtgenote van Hendrik I van Engeland
- Petronilla van Lotharingen, echtgenote van Floris II van Holland (jaartal bij benadering)

## Overleden
- 8 april - Adela van Meulan, Frans edelvrouw
- 4 mei - Udo I van Stade, markgraaf van Noordmark (1057-1082)
- 5 december - Raymond Berengarius II (~29), co-graaf van Barcelona (1076-1082)
- Adelbero, markgraaf van Stiermarken (1075-1082)
- Boudewijn I van Gent, Vlaams edelman
- Walram I, graaf van Limburg (1061-1082)